# Bruno Bogojević
Pour les articles homonymes, voir Bogojevic.
Bruno Bogojević, né le 29 juin 1998 à Koprivnica en Croatie, est un footballeur croate qui évolue au poste d'ailier droit au HNK Rijeka.

## Biographie

### En club
Natif de Koprivnica en Croatie, Bruno Bogojević est formé par l'un des clubs de sa ville natale, le NK Slaven Belupo. Il fait ses débuts en professionnel en 24 septembre 2016, lors d'une rencontre de championnat croate face à l'Inter Zaprešić. Il inscrit son premier but en professionnel le 25 avril 2017 face au Dinamo Zagreb, en championnat. Entré en cours de partie alors que le score est de un partout, Bogojević marque dans les derniers instants du match, donnant ainsi la victoire aux siens (2-1).
Lors de la deuxième partie de la saison 2017-2018 il est prêté en deuxième division croate, au NK Novigrad (en).
Bruno Bogojević fait ensuite son retour dans son club formateur et s'impose dans l'équipe première au cours de la saison 2019-2020, où il joue un total de 36 matchs toutes compétitions confondues, pour trois buts.
En janvier 2021 est évoqué un intérêt de la S.P.A.L. pour le joueur mais il reste finalement au Slaven Belupo.
Le 3 novembre 2022, alors qu'il est libre de tout contrat, Bruno Bogojević s'engage en faveur du HNK Rijeka. Il signe un contrat de deux ans et demi, soit jusqu'en juin 2025.

### En sélection
Bruno Bogojević reçoit sa première sélection avec l'équipe de Croatie espoirs le 5 septembre 2019, face aux Émirats arabes unis. Une rencontre que la Croatie remporte par trois buts à zéro.